# Championnat du Brésil de football américain 2018
Navigation
Édition précédente Édition suivante
Le championnat du Brésil de football américain 2018 est une compétition organisée par la BFA (Brasil Futebol Americano) et la LNFA (Liga Nacional de Futebol Americano), chapeautés par la Confédération brésilienne de football américain (CBFA). Dans cette édition, la ligue nord-est (LINEFA) ne fait pas partie de la compétition. La BFA organise la compétition homonyme, qui correspond à la division d'élite du football américain dans le pays. La LNFA organise la Ligue nationale, la deuxième division. Le championnat national compte 75 équipes: 32 dans la BFA et 43 dans la Ligue nationale.
Ce tournoi compte donc 32 équipes réparties en quatre conférences. Vingt-six équipes ayant participé au championnat BFA 2017, quatre équipes ayant obtenu l'accès par le biais de la Ligue nationale 2017, ainsi que deux équipes invitées à la Conférence Centre-Ouest, afin de réduire les distances parcourues par les équipes de cette région . Ces équipes sont les Brasilia Templários et les Lions of Judah, toutes deux de la capitale fédérale. L'équipe des Campo Grande Predadores, reléguée, est invitée à rester dans l'élite et l'équipe des Coyotes de Sinop abandonne.
Début juillet, les Juiz de Fora Imperadores et les Goiânia Rednecks se désistent pour problèmes financiers et structurels. En raison du retrait après la publication du calendrier, les matchs les impliquant seront considérés comme des matchs de walkover avec une victoire de 49 à 0 pour l'adversaire.

## Équipes participantes
| Conférence Sud       | Conférence Sud-Est       | Conférence Sud-Est       | Conférence Centre-Ouest | Conférence Nord-Est | Conférence Nord-Est   |
| Conférence Sud       | Groupe Est               | Groupe Ouest             | Conférence Centre-Ouest | Groupe Nord         | Groupe Sud            |
| Coritiba Crocodiles  | América Locomotiva       | Galo FA                  | Brasília Templários     | Bulls Potiguares    | Cavalaria 2 de Julho  |
| Jaraguá Breakers     | Botafogo Reptiles        | Juiz de Fora Imperadores | Campo Grande Predadores | Ceará Caçadores     | João Pessoa Espectros |
| Juventude FA         | Corinthians Steamrollers | Portuguesa FA            | Cuiabá Arsenal          | Natal Scorpions     | Recife Mariners       |
| Paraná HP            | Flamengo Imperadores     | São Paulo Storm          | Leões de Judá           | UFERSA Petroleiros  | Tropa Campina         |
| Santa Maria Soldiers | Tritões FA               | Vasco da Gama Patriotas  | Sorriso Hornets         |                     |                       |
| São José Istepôs     |                          |                          | Tubarões do Cerrado     |                     |                       |
| Timbó Rex            |                          |                          | Goiânia Rednecks        |                     |                       |

## Format du championnat
Les équipes sont réparties en quatre conférences: Sud, Sud-Est, centre.Ouest et Nord-Est. En saison régulière, il n’y a que des affrontements entre les équipes des mêmes conférences. Les leaders sur le terrain des séries éliminatoires sont toujours les équipes avec les meilleures campagnes.
Dans la Conférence Nord-Est, il y a huit équipes divisées en deux groupes: Nord et Sud, qui affrontent tous les adversaires du même groupe, dont un match répété, et deux adversaires de l'autre groupe. Les quatre meilleures équipes, quel que soit le groupe, sont classées dans les séries éliminatoires, la première recevant la quatrième et la seconde la troisième. Les gagnants se qualifient pour la finale de la conférence. Le champion rencontre le champion de la conférence du Centre-Ouest lors de la demi-finale nationale.
Dans la Conférence Centre-Ouest, il y a sept équipes s'affrontant les uns, les autres. Les quatre meilleurs se qualifient pour les séries éliminatoires, la première recevant la quatrième et la seconde la troisième. Les gagnants se qualifient pour la finale de conférence. Le champion affrontera le champion de la conférence du Nord-Est lors de la demi-finale nationale.
La Conférence Sud-Est compte dix équipes réparties en deux groupes: Est et Ouest. Les équipes affrontent les adversaires au sein de leur propre groupe et deux équipes de l'autre groupe choisies en fonction du critère de distance géographique plus réduite entre les équipes. Le vainqueur de chaque groupe se qualifie directement pour les séries, ainsi que les deux meilleures équipes, indépendamment du groupe. Le gagnant du groupe de la meilleure campagne recevant la quatrième place et l’autre gagnant du groupe recevant la troisième. Le champion de la conférence affronte le champion de la conférence Sud en demi-finale nationale.
La Conférence Sud compte sept équipes qui s'affrontent entre elles. Les quatre meilleures équipes se qualifient pour les séries éliminatoires, la première recevant la quatrième et la seconde la troisième. Les gagnants se qualifient pour la finale de la conférence. Le champion affrontera le champion de la conférence Sud-Est lors de la demi-finale nationale.
La pire équipe de chaque conférence est rétrogradée en Ligue nationale ou Nord-Est.
Les vainqueurs des demi-finales nationales accèdent à la grande finale, le Brasil Bowl IX, avec l'avantage du terrain des conférences dans cet ordre: Nord-Est, Sud, Sud-Est et Centre-Ouest.

### Critères de départage
En cas d'égalité du nombre de victoires, le classement des équipes, dans les groupes ainsi que dans les conférences, sera effectué selon les critères suivants, dans l'ordre suivant:
- En cas d'égalité entre deux équipes: victoire en confrontation directe
- En cas d'égalité entre plus de deux équipes, ou si deux équipes à égalité n'ont pas de bris d'égalité direct:
- Force de la table supérieure (qui est le pourcentage obtenu à partir du rapport entre le nombre total de victoires et le nombre total de matches joués, de tous les adversaires rencontrés par elle en saison régulière)
- Plus grand nombre de victoires dans les affrontements entre les équipes à égalité
- Plus grand nombre de points dans les affrontements entre les équipes à égalité
- Tirage au sort

## Le classement
| x | qualifié pour les playoffs                          |
| y | qualifié pour les playoffs avec avantage du terrain |
| o | relégué en Ligue Nationale                          |
| * | application des critères de départage               |

| Équipe                   | G | P | Pct   | PP  | PC  | Diff | D   | E   |
| ------------------------ | - | - | ----- | --- | --- | ---- | --- | --- |
| y – Timbó Rex            | 6 | 0 | 1.000 | 262 | 58  | 204  | 3-0 | 3-0 |
| y – Coritiba Crocodiles  | 5 | 1 | .833  | 144 | 62  | 82   | 2-1 | 3-0 |
| x – Paraná HP            | 4 | 2 | .666  | 153 | 74  | 79   | 2-1 | 2-1 |
| x – Santa Maria Soldiers | 3 | 3 | .500  | 137 | 80  | 57   | 2-1 | 1-2 |
| Jaraguá Breakers         | 2 | 4 | .333  | 35  | 142 | -107 | 2-1 | 0-3 |
| São José Istepôs         | 1 | 5 | .166  | 57  | 147 | -90  | 1-2 | 0-3 |
| o – Juventude            | 0 | 6 | 0     | 0   | 225 | -225 | 0-3 | 0-3 |

| Équipe                       | G | P | Pct   | PP  | PC  | Diff | D   | E   |
| ---------------------------- | - | - | ----- | --- | --- | ---- | --- | --- |
| y – Galo Futebol Americano   | 6 | 0 | 1.000 | 314 | 36  | 278  | 3-0 | 3-0 |
| Portuguesa Futebol Americano | 4 | 2 | .666  | 165 | 104 | 61   | 1-2 | 3-0 |
| Vasco da Gama Patriotas      | 3 | 3 | .500  | 121 | 132 | -11  | 2-1 | 1-2 |
| São Paulo Storm              | 2 | 4 | .333  | 91  | 151 | -60  | 2-1 | 0-3 |
| o – Juiz de Fora Imperadores | 0 | 6 | 0     | 0   | 294 | -294 | 0-3 | 0-3 |

| Équipe                   | G | P | Pct  | PP  | PC  | Diff | D   | E   |
| ------------------------ | - | - | ---- | --- | --- | ---- | --- | --- |
| y – Vila Velha Tritões   | 5 | 1 | .833 | 164 | 81  | 83   | 2-1 | 3-0 |
| x – América Locomotiva*  | 4 | 2 | .666 | 154 | 126 | 28   | 2-1 | 2-1 |
| x – Botafogo Reptiles*   | 4 | 2 | .666 | 141 | 63  | 78   | 3-0 | 1-2 |
| Flamengo Imperadores     | 2 | 4 | .400 | 72  | 81  | 9    | 0-3 | 1-2 |
| Corinthians Steamrollers | 0 | 6 | 0    | 47  | 201 | -154 | 0-3 | 0-3 |

| Équipe                      | G | P | Pct   | PP  | PC  | Diff | D   | E   |
| --------------------------- | - | - | ----- | --- | --- | ---- | --- | --- |
| y – Tubarões do Cerrado     | 6 | 0 | 1.000 | 299 | 21  | 278  | 3-0 | 3-0 |
| y – Sorriso Hornets*        | 4 | 2 | .666  | 182 | 61  | 121  | 2-1 | 2-1 |
| x – Cuiabá Arsenal*         | 4 | 2 | .666  | 144 | 105 | 39   | 1-1 | 2-1 |
| x – Brasília Leões de Judá* | 4 | 1 | .666  | 149 | 78  | 71   | 2-1 | 2-0 |
| Campo Grande Predadores     | 2 | 4 | .333  | 111 | 112 | -1   | 1-2 | 1-2 |
| Brasília Templários         | 1 | 5 | .166  | 58  | 262 | -204 | 1-2 | 0-3 |
| o – Goiânia Rednecks        | 0 | 6 | 0     | 0   | 294 | -294 | 0-3 | 0-3 |

| Équipe               | G | P | Pct  | PP  | PC  | Diff | D   | E   |
| -------------------- | - | - | ---- | --- | --- | ---- | --- | --- |
| x – Bulls Potiguares | 5 | 1 | .833 | 313 | 175 | 138  | 2-1 | 2-1 |
| x – Ceará Caçadores  | 4 | 2 | .666 | 195 | 110 | 85   | 2-1 | 2-1 |
| Ufersa Petroleiros*  | 1 | 5 | .166 | 74  | 216 | -142 | 1-2 | 0-3 |
| Natal Scorpions*     | 1 | 5 | .166 | 60  | 167 | -107 | 1-2 | 0-3 |

| Équipe                   | G | P | Pct   | PP  | PC  | Diff | D   | E   |
| ------------------------ | - | - | ----- | --- | --- | ---- | --- | --- |
| y -João Pessoa Espectros | 6 | 0 | 1.000 | 305 | 52  | 253  | 3-0 | 3-0 |
| y – Recife Mariners      | 5 | 1 | .833  | 217 | 82  | 135  | 3-0 | 2-1 |
| Cavalaria 2 de Julho     | 2 | 4 | .333  | 116 | 184 | -68  | 1-2 | 1-2 |
| o – Tropa Campina        | 0 | 6 | 0     | 33  | 320 | -287 | 0-2 | 0-3 |

## Les playoffs

### Demi-finales de conférence
| 1er | João Pessoa Espectros | 40-0  | Ceará Caçadores  | 4e |
| 2e  | Recife Mariners       | 35-37 | Bulls Potiguares | 3e |

| 1er | Galo FA            | 53-0  | Botafogo Reptiles  | 4e |
| 2e  | Vila Velha Tritões | 30-19 | América Locomotiva | 3e |

| 1er | Tubarões do Cerrado | 26-11 | Brasília Leões de Judá | 4e |
| 2e  | Sorriso Hornets     | 19-15 | Cuiabá Arsena          | 3e |

| 1er | Timbó Rex           | 10-0  | Santa Maria Soldiers | 4e |
| 2e  | Coritiba Crocodiles | 28-24 | Paraná HP            | 3e |

### Finales de conférence
| Nord-Est     | João Pessoa Espectros  | 39-3  | Recife Mariners     |
| Sud-Est      | Galo Futebol Americano | 47-14 | Vila Velha Tritões  |
| Centre-Ouest | Tubarões do Cerrado    | 13-7  | Sorriso Hornets     |
| Sud          | Timbó Rex              | 21-20 | Coritiba Crocodiles |

### Demi-finales nationales
| João Pessoa Espectros  | 19-0  | Tubarões do Cerrado |
| Galo Futebol Americano | 14-10 | Timbó Rex           |

### Brasil Bowl IX
| João Pessoa Espectros | 13-17 | Galo Futebol Americano |